# Continuante
Una continuante è un suono prodotto con la chiusura parziale del tratto vocale, vale a dire, ogni suono che non sia un'occlusiva (esplosiva) o una nasale. Un'affricata è considerata come un segmento complesso, composto da un'occlusiva e una continuante.